# District de Kim Sơn
Kim Sơn est un district de la province de Ninh Binh dans la région du delta du fleuve Rouge au Viet Nam .

## Géographie
Le district de Kim Sơn a une superficie de 165 km2. La capitale du district se trouve à Phát Diệm.